# Reigate
Reigate é uma cidade do condado de Surrey, na Inglaterra, com 53 000 h, centro comercial e mercantil a 38 km a S de Londres.
A cerca de 2Km fica situado o Royal Alexandra & Albert School.